# Dicranopygium coma-pyrrhae
Dicranopygium coma-pyrrhae är en enhjärtbladig växtart som först beskrevs av Gunnar Wilhelm Harling, och fick sitt nu gällande namn av Gunnar Wilhelm Harling. Dicranopygium coma-pyrrhae ingår i släktet Dicranopygium och familjen Cyclanthaceae. IUCN kategoriserar arten globalt som starkt hotad.
Artens utbredningsområde är Ecuador. Inga underarter finns listade.